# Willem Seymour Mulder
Willem Seymour Mulder (Namen (België), 23 augustus 1820 - Peize, 14 april 1896) was een dichter die voornamelijk kindergedichten schreef. Hij werd bekend door het lange, bijna volledig Drentstalige, gedicht Het hunnebed te Borger.
Mulder werd geboren als Willem Mulder, zoon van een sergeant in het leger, maar voegde later de achternaam van zijn moeder aan de zijne toe. Hij was ondermeester in Peize, klerk in Borger en belastingdeurwaarder in Borger, Terborg (Achterhoek), Druten (Betuwe) en Maassluis (Zuid-Holland). De laatste jaren van zijn leven woonde hij in Peize.
Van Mulder verschenen diverse Nederlandstalige kindergedichten. In 1853 publiceerde hij in de volksalmanak Drenthina een lang gedicht, Het hunnebed te Borger. Hierin staat de schrijver voor het hunebed in Borger en vraagt zich af hoe men deze stenen in vroeger tijd bij elkaar heeft kunnen brengen. Van achter de stenen komt een scheper genaamd Proempien tevoorschijn die vertelt van reuzenkerels die duizend jaar eerder hier leefden. De scheper spreekt Drents (41 kwatrijnen) en de schrijver omkadert zijn relaas met zeven Nederlandse kwatrijnen.
Bij het aanbieden van zijn gedicht aan Drenthina schreef Mulder dat hij zo goed mogelijk het Drentse dialect had trachten weer te geven, en vroeg hij de hulp van de redactie om het te verbeteren.
Het Gedicht werd vaak (gedeeltelijk) gebloemlezen en stond een tijdlang ten onrechte bekend als het eerste Drentse gedicht. (In 1837 was al het Drentstalige gedicht Zaomensproak over 't Broabands opreur, tussen Baerent, Greet en Harrem gepubliceerd).
Uit Mulders werk blijkt een grote liefde voor Drenthe, en Borger in het bijzonder.
In 1945 verscheen van de 'Drentsche Studiekring D.H. van der Scheer' (voorloper van Het Drents Genootschap, Culturele Raad voor Drenthe) het bundeltje In Seymour Mulder's voetspoor... Drentse Rymkrans (gedichten en rijmprent-teksten) gevlochten rond de "Drentsche Studiekring D.H. van der Scheer" onder de zinspreuk "Byna in 't verborgen bloeiende" (Joh. Th.).